# I liga urugwajska w piłce nożnej (1970)
- Mistrz Urugwaju 1970: Club Nacional de Football
- Wicemistrz Urugwaju 1970: CA Peñarol
- Copa Libertadores 1971: Club Nacional de Football, CA Peñarol
- Spadek do drugiej ligi: Rampla Juniors
- Awans z drugiej ligi: Danubio FC (mistrz drugiej ligi), Central Montevideo (z grupy barażowej)

Mistrzostwa Urugwaju w roku 1970 podzielone zostały na dwa etapy. W pierwszym etapie wszystkie 11 klubów rozgrywało ze sobą mecze każdy z każdym u siebie i na wyjeździe. Na podstawie uzyskanych wyników w pierwszym etapie utworzono dwie grupy, mistrzowską złożoną z 6 klubów, i spadkową złożoną z 5 klubów. Drugi etap wyłonił mistrza Urugwaju i dwie drużyny, które wzięły udział w turnieju barażowym o utrzymanie się w pierwszej lidze. Ostatecznie z ligi spadł jeden klub, a awansowały dwa, co w efekcie zwiększyło ligę z 11 do 12 klubów.

## Primera División

### Końcowa tabela pierwszego etapu
| Poz | Klub                      | Mecze | Zw | Rem | Por | Pkt | BrZd | BrStr |
| --- | ------------------------- | ----- | -- | --- | --- | --- | ---- | ----- |
| 1   | Club Nacional de Football | 20    | 18 | 1   | 1   | 37  | 48   | 12    |
| 2   | CA Peñarol                | 20    | 12 | 7   | 1   | 31  | 37   | 16    |
| 3   | Huracán Buceo Montevideo  | 20    | 6  | 11  | 3   | 23  | 14   | 9     |
| 4   | Liverpool Montevideo      | 20    | 8  | 6   | 6   | 22  | 20   | 15    |
| 5   | Defensor Sporting         | 20    | 6  | 7   | 7   | 19  | 18   | 22    |
| 6   | CA Cerro                  | 20    | 5  | 9   | 6   | 19  | 17   | 21    |
| 7   | CA Bella Vista            | 20    | 2  | 12  | 6   | 16  | 22   | 29    |
| 8   | Sud América Montevideo    | 20    | 3  | 8   | 9   | 14  | 14   | 26    |
| 9   | Rampla Juniors            | 20    | 3  | 8   | 9   | 14  | 11   | 26    |
| 10  | River Plate Montevideo    | 20    | 4  | 5   | 11  | 13  | 16   | 24    |
| 11  | Racing Montevideo         | 20    | 2  | 8   | 10  | 12  | 21   | 38    |

### Tabela grupy mistrzowskiej
| Poz | Klub                      | Mecze | Zw | Rem | Por | Pkt | BrZd | BrStr |
| --- | ------------------------- | ----- | -- | --- | --- | --- | ---- | ----- |
| 1   | Club Nacional de Football | 5     | 3  | 2   | 0   | 8   | 12   | 6     |
| 2   | Huracán Buceo Montevideo  | 5     | 3  | 1   | 1   | 7   | 7    | 2     |
| 3   | CA Peñarol                | 5     | 2  | 3   | 0   | 7   | 6    | 3     |
| 4   | Liverpool Montevideo      | 5     | 1  | 3   | 1   | 5   | 6    | 8     |
| 5   | CA Cerro                  | 5     | 1  | 0   | 4   | 2   | 12   | 16    |
| 6   | CA Bella Vista            | 5     | 0  | 1   | 4   | 1   | 7    | 15    |

### Tabela grupy spadkowej
| Poz | Klub                   | Mecze | Zw | Rem | Por | Pkt | BrZd | BrStr |
| --- | ---------------------- | ----- | -- | --- | --- | --- | ---- | ----- |
| 1   | Sud América Montevideo | 4     | 2  | 2   | 0   | 6   | 4    | 1     |
| 2   | River Plate Montevideo | 4     | 2  | 1   | 1   | 5   | 6    | 5     |
| 3   | Racing Montevideo      | 4     | 1  | 3   | 0   | 5   | 3    | 2     |
| 4   | Defensor Sporting      | 4     | 1  | 1   | 2   | 3   | 2    | 2     |
| 5   | Rampla Juniors         | 4     | 0  | 1   | 3   | 1   | 4    | 9     |

### Tabela grupy barażowej
| Poz | Klub                | Mecze | Zw | Rem | Por | Pkt | BrZd | BrStr |
| --- | ------------------- | ----- | -- | --- | --- | --- | ---- | ----- |
| 1   | Defensor Sporting   | 3     | 2  | 1   | 0   | 5   | 8    | 1     |
| 2   | Central Montevideo  | 3     | 1  | 2   | 0   | 4   | 3    | 2     |
| 3   | Progreso Montevideo | 3     | 1  | 1   | 1   | 3   | 3    | 4     |
| 4   | Rampla Juniors      | 3     | 0  | 0   | 3   | 0   | 1    | 8     |

### Klasyfikacja strzelców bramek
| Gole | Piłkarz     | Klub                      |
| ---- | ----------- | ------------------------- |
| 21   | Luis Artime | Club Nacional de Football |